# ナリン
ナリン（Narin、1281年 - 1359年）は、大元ウルス末期に活躍したタングート人。
『元史』などの漢文史料では納麟(nàlín)と表記される。

## 概要
ナリンは代々西夏国に仕えていた名家の末裔で、祖父はクビライに仕えた儒学者の高智耀であった。1302年（大徳6年）、名臣（高智耀）の子孫であることを理由に丞相ハルガスンの推薦を得てケシクテイ（宿衛）に入った。1306年（大徳10年）には中書舎人に任じられ、1311年（至大4年）には宗正府郎中とされた。1312年（皇慶元年）には僉河南廉訪司事とされ、また延祐年間初頭（1310年代）には監察御史に任命された。その後も1317年（延祐4年）に刑部員外郎、1319年（延祐6年）に河南行省郎中、1323年（至治3年）に都漕運使を歴任し、泰定帝イェスン・テムル・カアンの治世には湖南・湖北両道廉訪使に任命された。なお、御史台系列の官職に多く就いているのは、そもそも祖父の高智耀の提案によって御史台が設置されたという経緯があったためと考えられている。
1328年（天暦元年）には杭州路総管に任命され、1329年（天暦2年）には江西廉訪使とされた。この頃、南昌では飢饉が起こったが江西行省は官倉を開くことを渋っており、ナリンの説得によって倉が開かれ民は救われたという。1330年（至順元年）には湖広行省参知政事とされ、元統年間に刑部尚書、江南行台治書侍御史、江南行台中丞を歴任した。1335年（至元元年）に入ると中書参知政事、ついで同知枢密院事に任命された。江浙行省右丞に任命された際は辞職を乞うたが許されず、改めて浙西廉訪使に任命されたものの固辞した。
それから数年後、1342年（至正2年）に行宣政院使に任命された。1343年（至正3年）は河南行省平章政事、1344年（至正4年）は中書平章政事、1347年（至正7年）は江南行台御史大夫を歴任した。1348年（至正8年）には老齢を理由に官を辞することを申し出たが許されず、太尉の地位を授けられたが、それから間もなく御史の弾劾を受けて蘇州に隠居した。
1352年（至正12年）より江淮地方で紅巾の乱が悪化すると、ナリンは南台御史大夫に任命され、江浙・江西・湖広三省の軍馬を統べてこれに対処することになった。ナリンは集慶の城郭を修築して防備を整え、江浙行省の杭州が陥落した際にはこれを奪還せんとする淮南行省平章政事シレムンを説得して宣州の守護を優先させ、典瑞院使トゴチの協力もあって宣州は陥落を免れた。しかし紅巾軍の勢力は強大で徽州・広徳・常州・宜興・溧水・溧陽が既に陥落し、ナリンの駐屯する集慶も危機に陥った。そこでナリンは治書侍御史のダナシリに城中を、中丞の伯家奴に東郊をそれぞれ守らせ、湖広行省平章政事のエセン・テムルに救援を求めたが、エセン・テムルは既に江北に向かうよう命を受けており救援には迎えないと回答した。これを受けてナリンは監察御史の鄭鄈を再び派遣してエセン・テムルを再び説得し、遂に救援要請に応じたエセン・テムルの軍団によって紅巾軍は敗走し集慶は救われた。更に、江浙行省平章政事の三旦八・右丞の仏家閭らも兵を率いて合流したため、この一帯の紅巾軍は皆敗北して撤退した。
1353年（至正13年）には慶元に隠居したが、1356年（至正16年）9月に江南行台の所在地を紹興に移したのに合わせ、ナリンは江南行台の御史大夫に任命された。1357年（至正17年）にナリンは紹興に移り、1358年（至正18年）には海路より朝廷を訪れようとしたが、黒水洋に至った所で強風に阻まれ失敗した。1359年（至正19年）、再び海路より直沽まで至り、糧道を絶とうとしていた山東の兪宝を息子とともに破った。同年8月、ナリンは遂に京師まで至り、皇帝はこれを厚く労り、皇太子アユルシリダラも酒脯を与えたという。しかしこれ以後ナリンの病状は悪化し、帰路の途上、通州で79歳にして亡くなった。